# Mysteriöse Kriminalfälle der DDR
Mysteriöse Kriminalfälle der DDR ist eine Sendung des ZDF, die seit 2017 ausgestrahlt wird und sich mit Kriminalfällen beschäftigt, die kaum in der Öffentlichkeit bekannt wurden. Da Kapitalverbrechen nicht dem sozialistischen Menschenbild entsprachen, das der Sozialismus in der DDR vorgab, wurden zahlreiche Straftaten von den zuständigen Behörden „[v]ertuscht, verdrängt, verschwiegen“, wie es im Untertitel heißt.

## Inhalt
Um den DDR-Bürgern vorzutäuschen, dass ihr Land frei von Kriminalität wäre, wurde über Straftaten in der Presse kaum berichtet. Dennoch wurde mit hohem Personaleinsatz und großem Aufwand nach den Tätern gesucht. In vielen Fällen wurden die Ermittlungen sogar vom Ministerium für Staatssicherheit geführt, wodurch es nicht selten zu Bespitzelungen von Angehörigen von Verbrechensopfern kam, oder auch zu Vertuschungen, wenn die Tat von einem Partei-Funktionär, einem Stasi-Mitarbeiter oder einem Sowjetsoldaten begangen wurde. Laut den Statistischen Jahrbüchern der DDR gab es von 1969 bis 1989 insgesamt 2.263 Mord- und Totschlagfälle.
Die Filmreihe zeigt zahlreiche Kriminalfälle, die sich in der DDR ereignet haben, und beleuchtet die Hintergründe der Tätersuche. Es werden dabei sehr typische DDR-Themen behandelt, wie zum Beispiel die sogenannte „Republikflucht“, Privilegien von Stasi-Mitarbeitern und das Verhältnis zu sozialistischen „Bruderländern“ wie der Sowjetunion oder auch Kuba.
Für die Filmszenen wurden Original-(Aufnahmen von Hobbyfilmern) und Archivaufnahmen verwendet und an Originalschauplätzen nachgedreht. Ebenso gibt es zahlreiche Berichte von Angehörigen, Experten, Augen- und auch Zeitzeugen.

## Folgen
| Folge | Sendedatum         | Titel                     | Themen |
| ----- | ------------------ | ------------------------- | --- |
| 1     | 30. September 2017 | Im Fadenkreuz der Stasi   | Mord in Eberswalde 1969; Mord an der 19-jährigen Petra Lange in Mittweida 1977 mit Ermittlungspannen der Kriminalpolizei; Massenschlägerei zwischen Kubanern und Deutschen in Merseburg 1979, bei der es zwei Tote gibt, was von der Stasi als „Unfall“ abgetan wird, um keine politischen Verwicklungen zu schüren; der Mord an der 20-jährigen Marion Mitscherlich in Pirna 1977 bleibt nach 35 Jahren ungeklärt; der Raubmord 1982 an Ingolf Hauser aus Völpke führt zur „Republikflucht“ des Täters Frank W. 1983, in der BRD wurde er zunächst nicht zur Verantwortung gezogen, aber zwei Jahre später dann doch noch verurteilt |
| 2     | 30. September 2017 | Tödliche Tabus            | Ein Stasi-Mitarbeiter schießt grundlos auf drei Männer – um den Täter zu schützen, wurden Beweise manipuliert; die Ermittlungen im Mordfall an einem 11-jährigen Mädchen werden von MfS-Mitarbeitern übernommen; ein Sowjetsoldat erschießt zwei Jugendliche; Mord an einer Pastorin aus Wernigerode 1988 |
| 3     | 20. September 2018 | Habgier unter Genossen    | Doppelmord an einem Jenaer Ehepaar 1976; Fall der Leipziger Messeräuber, hinter dem Stasi-Leute steckten; Mord an einem Mann aus Strausberg; Ermittlungen gegen einen Autoschieber und Devisenhändler; jahrelang gelang es einem Schlosser, aus dem VEB Sachsenring Trabi-Neuwagen abzuzweigen und zu verkaufen |
| 4     | 20. August 2019    | Tödlicher Abgrund         | Fünffacher Kindsmord von Wernigerode; Mordserie in Neubrandenburg 1984, vier Kinder und ein Erwachsener wurden von dem NVA-Feldwebel Mario S. getötet, der dafür zu lebenslanger Haft verurteilt wurde |
| 5     | 20. August 2019    | Staatsmacht im Visier     | Polizistenmord von Leipzig, Ermittlungen zu einem Sexualmord, in den ein NVA-Offizier verstrickt war; ein psychopathisch veranlagter Täter bringt per Telefon Kinder in Gefahr; ein bis heute ungeklärter Todesfall eines italienischen Lkw-Fahrers |
| 6     | 05. November 2020  | Tödliche Liebe            | Morde aus sexuellen Motiven; Mord an seiner Ehefrau durch einen Stasi-Offizier, der vor Gericht zu einem Spionagefall stilisiert wurde; der Fund einer kopflosen Leiche an der Transitautobahn nahe Berlin zwingt die Behörden beider deutscher Staaten zusammenzuarbeiten; Mord an einem hochrangigen DDR-Diplomaten |
| 7     | 05. November 2020  | Kein Entkommen            | Verbrechen eines flüchtigen Sowjetsoldaten; Spektakulärer Postraub; Tötung eines Abschnittsbevollmächtigten |
| 8     | 12. Juni 2024      | Rebellion gegen den Staat | Morde, welche die Stasi in der DDR, verheimlichen wollte, wie der Gefängnisausbruch von André Baganz im Jahr 1981 in Frankfurt (Oder), bei dem ein Volkspolizist getötet wurde, eine Rohrbombenexplosion in Weimar, Mord an der Transitautobahn Berlin-Leipzig und Morde von Volkspolizisten. |
| 9     | 12. Juni 2024      | Toxische Begierde         | Es werden vier Sexualstraftaten bzw. - Morde in der DDR aus den Zeitraum von 1970 bis 1980 gezeigt. Die Stasi versuchte die Aufklärung dieser Verbrechen zu erschweren bzw. zu verhindern, weil sie nicht in das heile sozialistische Weltbild passten. |

Das Sendeformat ZDFzeit zeigte am 12. Mai 2020 unter dem Titel Vertuscht, verdrängt, verschwiegen eine 45-minütige Zusammenfassung aus den ersten 5 Folgen.

## Kritik
Das Hamburger Abendblatt wertete: Die Dokumentation ist „mit vielen Infos [versehen] und zum besseren Verständnis [wurde auch] das politische Geschehen [mit] eingebettet. Die Doku gibt […] wie so viele DDR-Berichte die Möglichkeit, sich über die zahllosen Vertuschungen zu ärgern. Für den historisch interessierten Zuschauer birgt das aber kaum Überraschungen.“